# Андрю Маккарти
Андрю Маккарти (на английски: Andrew McCarthy) е американски актьор, един от членовете на Брат пак. През 80-те става известен с филмите „Клас“, „Огън на Свети Елмо“, „Красива в розово“ и други. Той привлича с елегантната си външност, искрената си усмивка и модно облекло.
През 2008 и 2009 г. се снима в сериала „Триумфът на червилата“, където си партнира с Брук Шийлдс и Линдзи Прайз.
За известно време има проблем с алкохол и цигари, но успява да ги откаже през 1995. През 90-те неговата кариера запада, но след 2000 има няколко успешни роли.